# Pegases

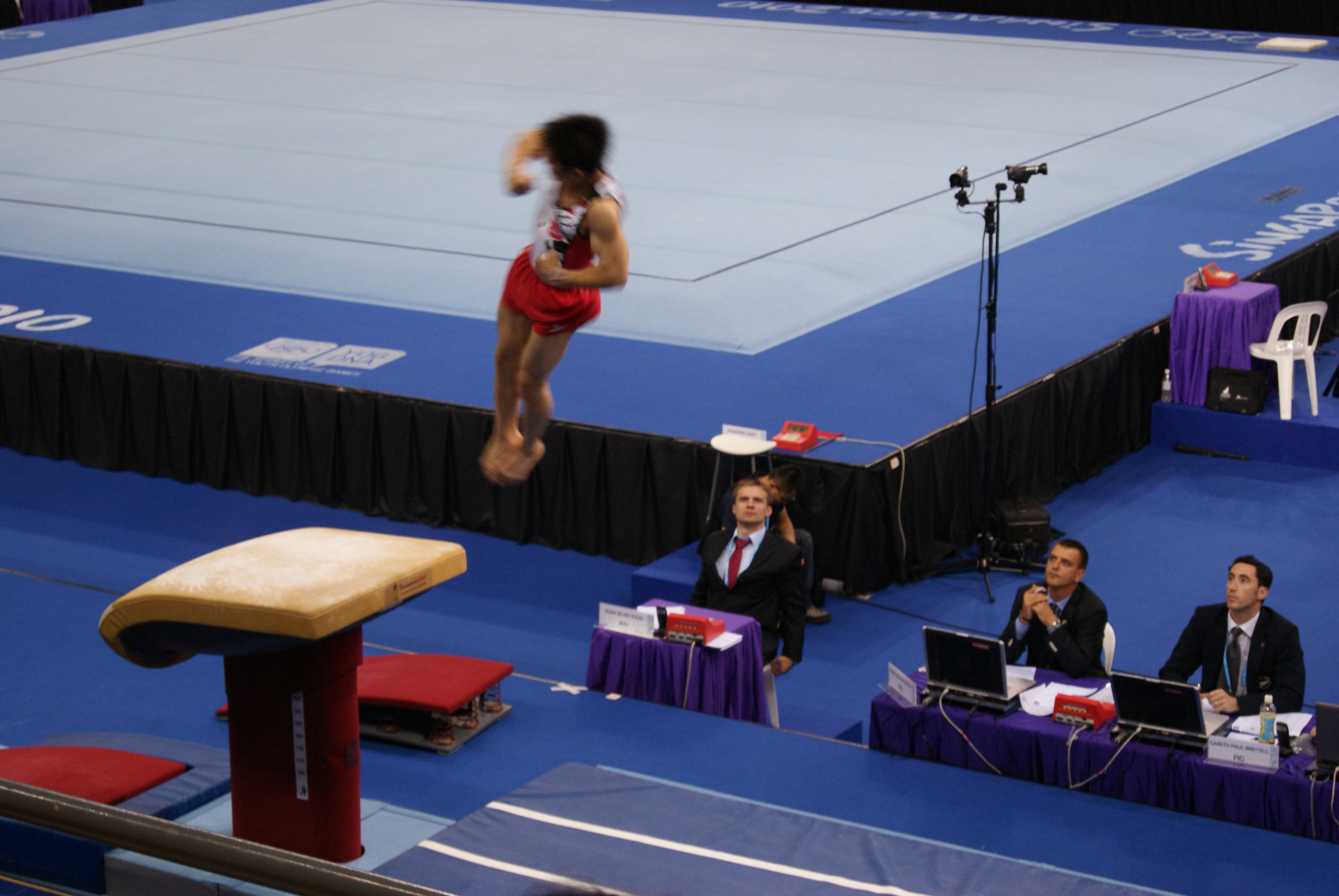
springtafel

De pegases is een turntoestel dat zowel door de heren als dames wordt gebruikt bij het onderdeel sprong in het toestelturnen. Het toestel is in 2002 in de plaats gekomen van het oude model turnpaard, het voltigepaard (zonder bogen). Reden van vervanging was een combinatie van de complexiteit van de huidige sprongen en een daaruit voortvloeiend toenemend aantal ongelukken.

## Constructie
De pegases bestaat uit een stalen onderstel met een centrale poot, maar er zijn ook modellen met twee poten. Op deze poten is de springtafel gemonteerd. Deze tafel is in hoogte verstelbaar tot maximaal 1,35 meter. Dit is de door de Fédération Internationale de Gymnastique (FIG) vastgestelde maximumhoogte. De lengte van het toestel is 1,20 meter en de breedte 90 centimeter. De springtafel is gepolsterd en loopt aan de voorzijde naar beneden om ernstige blessures door een gemiste aanloop te voorkomen. Er zijn ook pegasesmodellen te koop met grotere afmetingen. Deze worden vaak op scholen en tijdens trainingen gebruikt.